# У бањи једног дана
„У бањи једног дана” је тв драма из 1976. године. Режирао ју је Никола Рајић који је написао и сценарио по новели  Лазе Лазаревића.

## Кратак садржај
Ово је прича о помодарству у којој личности желе да имитирају бољи свет у Европи. Тако постају жртве једне моде из Европе, жртве Гетеовог Вертера и његовог утицаја на генерације младих. Драма је инспирисана приповетком Вертер Лазе Лазаревића.

## Улоге
| Глумац              | Улога                 |
| ------------------- | --------------------- |
| Драган Николић      | Јанко Катић           |
| Неда Спасојевић     | Марија                |
| Јелена Жигон        | Удовица               |
| Павле Богатинчевић  | Професор              |
| Миодраг Радовановић | Апотекар Катанић      |
| Марко Тодоровић     | Младен                |
| Аљоша Вучковић      | Поручник Васиљевић    |
| Олга Спиридоновић   | Удовичина пријатељица |
| Мирко Симић         | Мајор                 |
| Мирослава Николић   | Собарица              |
| Риалда Кадрић       | Цана Јанковић         |
| Љубомир Ћипранић    | Зељов отац            |
| Милан Михаиловић    | Конобар               |
| Ивана Жигон         | Дете                  |
| Младен Комадинић    | Дете                  |
| Бранко Петковић     | Кловн                 |